# Рекорди светских првенстава у атлетици у дворани
Светско првенство у атлетици у дворани је двогодишња манифестација која се одржава од 1987. године. На првенствима могу учествовати само спортисти који представљају једну од атлетских организација чланица Међународне Федерације Атлетских Асоцијација (ИААФ), које их и организује. Најбољи резултати у појединим дисциплинама првенства воде се као Рекорди светских превенстава у атлетици у дворани, а верификује их ИААФ.
Закључно са Светским првенством 2014. у Сопоту рекорди првенстава се воде у 26 атлетских дисциплина (13 мушких и 13 женских).

## Рекорди светских првенстава у дворани у мушким дисциплинама
| Дисциплина   | Рекорд | Атлетичар                                                | Земља             | Датум           | Првенство | Место                           | Детаљи | Видео |
| ------------ | --- | -------------------------------------------------------- | ----------------- | --------------- | --------- | ------------------------------- | ------ | ----- |
| 60 м         | 6,37 | Кристијан Колеман                                        | Сједињене Државе  | 3. март 2018.   | СП 2018.  | Маебаши, Јапан                  | [ 2 ]  |       |
| 400 м        | 45,00 | Џерим Ричардс                                            | Тринидад и Тобаго | 19. март 2022.  | СП 2022.  | Београд, Србија                 | [ 3 ]  |       |
| 800 м        | 1:42,67 | Вилсон Кипкетер                                          | Данска            | 9. март 1997.   | СП 1997.  | Париз, Француска                | [ 4 ]  |       |
| 1.500 м      | 3:32,77 | Самуел Тефера                                            | Етиопија          | 20. март 2022.  | СП 2022.  | Београд, Србија                 | [ 5 ]  |       |
| 3.000 м      | 7:34,71 | Хаиле Гебрселасије                                       | Етиопија          | 9. март 1997.   | СП 1997.  | Париз, Француска                | [ 6 ]  |       |
| 60 м препоне | 7,29 | Грант Холовеј                                            | САД               | 20. март 2022.  | СП 2022.  | Београд, Србија                 | [ 7 ]  |       |
| Скок увис    | 2,43 | Хавијер Сотомајор                                        | Куба              | 4. март 1989    | СП 1989.  | Будимпешта, Мађарска            | [ 8 ]  |       |
| Скок мотком  | 6,20 м | Арманд Дуплантис                                         | Шведска           | 20. март 2022.  | СП 2022.  | Београд, Србија                 | [ 9 ]  |       |
| Скок удаљ    | 8,62 м | Иван Педросо                                             | Куба              | 7. март 1999.   | СП 1999.  | Маебаши, Јапан                  | [ 10 ] |       |
| Троскок      | 17,90 м | Теди Тамго                                               | Француска         | 14. март 2010.  | СП 2010.  | Доха, Катар                     | [ 11 ] |       |
| Бацање кугле | 22,53 м | Дарлан Романи                                            | Бразил            | 19. март 2022.  | СП 2022.  | Београд, Србија                 | [ 12 ] |       |
| Седмобој     | 6.645 бод.                                                                                                   | Ештон Итон                                               | Сједињене Државе  | 9–10. март 2012 | СП 2012.  | Истанбул, Турска                | [ 13 ] |       |
| Седмобој     | 6,79 (60 м), 8,16 м (даљ), 14,56 м (кугла), 2,03 м (вис) / 7,68 (60 п пр.), 5,20 м (мотка), 2:32,77 (1000 м) |                                                          |                   |                 |           |                                 |        |       |
| 4 х 400 м    | 3:01,77 | Карол Залевски Рафал Омелко Лукаш Кравчук Јакуб Кржевина | Пољска            | 4. март 2018.   | СП 2018.  | Бирмингем, Уједињено Краљевство | [ 14 ] |       |

### Рекорди светских првенстава у дисциплинама седмобоја
| Дисциплина   | Рекорд  | Атлетичар        | Земља            | Датум          | Првенство | Место            | Детаљи | Видео |
| ------------ | ------- | ---------------- | ---------------- | -------------- | --------- | ---------------- | ------ | ----- |
| 60 м         | 6,61    | Крис Хафинс      | Сједињене Државе | 8. март 1997   | СП 1997.  | Париз, Француска |        |       |
| Скок удаљ    | 8,16 м  | Ештон Итон       | Сједињене Државе | 9. март 2012   | СП 2012.  | Истанбул, Турска | [ 15 ] |       |
| Бацање кугле | 17,17 м | Алексеј Дроздов  | Русија           | 12. март 2010. | СП 2010.  | Доха, Катар      | [ 16 ] |       |
| Скок увис    | 2,21 м  | Андреј Краучанка | Белорусија       | 7. март 2014   | СП 2014.  | Сопот, Пољска    | [ 17 ] |       |
| 60 м препоне | 7.64    | Ештон Итон       | Сједињене Државе | 8. март 2014.  | СП 2014.  | Сопот, Пољска    | [ 18 ] |       |
| Скок мотком  | 5,50 м  | Ерки Нол         | Естонија         | 7. март 1999.  | СП 1999.  | Маебаши, Јапан   | [ 19 ] |       |
| 1.000 м      | 2:32,7  | Ештон Итон       | Сједињене Државе | 10. март 2012  | СП 2012.  | Истанбул, Турска | [ 20 ] |       |

## Рекорди светских првенстава у дворани у женским дисциплинама
| Дисциплина   | Рекорд                                                                            | Атлетичарка                                          | Земља            | Датум          | Првенство | Место                           | Детаљи        | Видео |
| ------------ | --------------------------------------------------------------------------------- | ---------------------------------------------------- | ---------------- | -------------- | --------- | ------------------------------- | ------------- | ----- |
| 60 м         | 6,95                                                                              | Гејл Диверс                                          | Сједињене Државе | 12. март 1993. | СП 1993.  | Торонто, Канада                 | [ 21 ]        |       |
| 400 м        | 50,04                                                                             | Олесија Красномовец                                  | Русија           | 12. март 2006  | СП 2006.  | Москва, Русија                  | [ 22 ]        |       |
| 800 м        | 1:56,90                                                                           | Лудмила Форманова                                    | Чешка            | 7. март 1999   | СП 1999.  | Маебаши, Јапан                  | [ 23 ] [ 24 ] |       |
| 1.500 м      | 3:57,19                                                                           | Гудаф Цегај                                          | Етиопија         | 19. март 2022. | СП 2022.  | Београд, Србија                 | [ 25 ]        |       |
| 3000 м       | 8:33,82                                                                           | Ели ван Хулст                                        | Холандија        | 4. март 1989   | СП 1989.  | Будимпешта, Мађарска            |               |       |
| 60 м препоне | 7,70                                                                              | Кендра Харисон                                       | Сједињене Државе | 3. март 2018.  | СП 2018.  | Бирмингем, Уједињено Краљевство | [ 26 ]        |       |
| Скок увис    | 2,05 м                                                                            | Стефка Костадинова                                   | Бугарска         | 8. март 1987   | СП 1987.  | Индијанаполис, САД              |               |       |
| Скок мотком  | 4,95 м                                                                            | Санди Морис                                          | Сједињене Државе | 3. март 2018.  | СП 2018.  | Бирмингем, Уједињено Краљевство | [ 27 ]        |       |
| Скок удаљ    | 7,23 м                                                                            | Бритни Рис                                           | Сједињене Државе | 11. март 2012. | СП 2012.  | Истанбул, Турска                | [ 28 ]        |       |
| Троскок      | 15,74 м                                                                           | Јулимар Рохас                                        | Венецуела        | 20. март 2022. | СП 2022.  | Београд, Србија                 | [ 29 ]        |       |
| Бацање кугле | 20,85 м                                                                           | Надзеја Астапчук                                     | Белорусија       | 14. март 2010. | СП 2010.  | Доха, Катар                     | [ 30 ]        |       |
| Петобој      | 5.013 бода                                                                        | Наталија Добринска                                   | Украјина         | 9. март 2012.  | СП 2012.  | Истанбул, Турска                | [ 31 ]        |       |
| Петобој      | 8,38 (60 м препоне), 1,84 м (вис), 16,51 м (кугла), 6,57 м (даљ), 2:11,15 (800 м) |                                                      |                  |                |           |                                 |               |       |
| 4 х 400 м    | 3:23,85                                                                           | Кванера Хејз Џорџен Молин Шакима Вимбли Кортни Около | САД              | 4. март 2018.  | СП 2018.  | Бирмингем, Уједињено Краљевство | [ 32 ]        |       |

### Рекорди светских првенстава у дисциплинама петобоја
| Дисциплина   | Рекорд  | Атлетичар          | Земља                | Датум          | Првенство | Место                | Детаљи | Видео |
| ------------ | ------- | ------------------ | -------------------- | -------------- | --------- | -------------------- | ------ | ----- |
| 60 м препоне | 7,91    | Џесика Енис        | Уједињено Краљевство | 9. март 2012.  | СП 2012.  | Истанбул, Турска     | [ 33 ] |       |
| Скок увис    | 1,95    | Тија Хелебаут      | Белгија              | 7. март 2008.  | СП 2008.  | Валенсија, Шпанија   |        |       |
| Бацање кугле | 17,18 м | Наталија Добринска | Украјина             | 7. март 2008.  | СП 2008.  | Валенсија, Шпанија   |        |       |
| Скок удаљ    | 6,69 м  | Наталија Сазанович | Белорусија           | 9. март 2001.  | СП 2001.  | Лисабон, Португалија |        |       |
| Скок удаљ    | 6,69 м  | Кендел Вилијамс    | САД                  | 18. март 2022. | СП 2022.  | Београд, Србија      |        |       |
| 800 м        | 2:08,09 | Џесика Енис        | Уједињено Краљевство | 9. март 2012.  | СП 2012.  | Истанбул, Турска     | [ 34 ] |       |